# Доробанцу (Келераш)
Доробанцу (рум. Dorobanțu) — село у повіті Келераш в Румунії. Входить до складу комуни Доробанцу.
Село розташоване на відстані 72 км на схід від Бухареста, 29 км на захід від Келераші, 134 км на захід від Констанци.

## Населення
За даними перепису населення 2002 року у селі проживали 1724 особи. Рідною мовою 1723 особи (99,9%) назвали румунську.
Національний склад населення села:
| Національність | Кількість осіб | Відсоток |
| -------------- | -------------- | -------- |
| румуни         | 1707           | 99,0%    |
| цигани         | 17             | 1,0%     |